# Deodoro (1898)
Deodoro, następnie Anáhuac – brazylijski, następnie meksykański pancernik obrony wybrzeża z końca XIX i początku XX wieku, zbudowany we Francji. Był głównym okrętem składającego się z dwóch jednostek typu Deodoro. W okresie międzywojennym sprzedany do Meksyku, służył do 1938 roku w marynarce Meksyku pod nazwą „Anáhuac”.
Wyporność okrętu wynosiła 3162 tony. Uzbrojenie obejmowało dwa działa kalibru 240 mm w dwóch wieżach, cztery działa kalibru 120 mm i lżejszą artylerię. Napędzały go maszyny parowe, pozwalające na osiąganie prędkości 14 węzłów. 

## Projekt i budowa
Pod koniec XIX wieku marynarka Brazylii posiadała dwa pancerniki zbudowane w latach 80. oraz kilka mniejszych i starszych pancerników obrony wybrzeża. W latach 1893–94 marynarka Brazylii prowadziła bunt antyrządowy, w związku z czym jej późniejsze finansowanie stało się ograniczone. W połowie lat 90. XIX wieku z dużych okrętów artyleryjskich zamówiono dla niej jedynie dwa pancerniki obrony wybrzeża i jeden krążownik.
Pancerniki obrony wybrzeża zamówiono we francuskiej stoczni Société Nouvelle des Forges et Chantiers de la Méditerranée (FCM) w La Seyne-sur-Mer . Projekt był wzorowany na francuskich pancernikach obrony wybrzeża typu Valmy (Jemmapes), lecz pomniejszony.

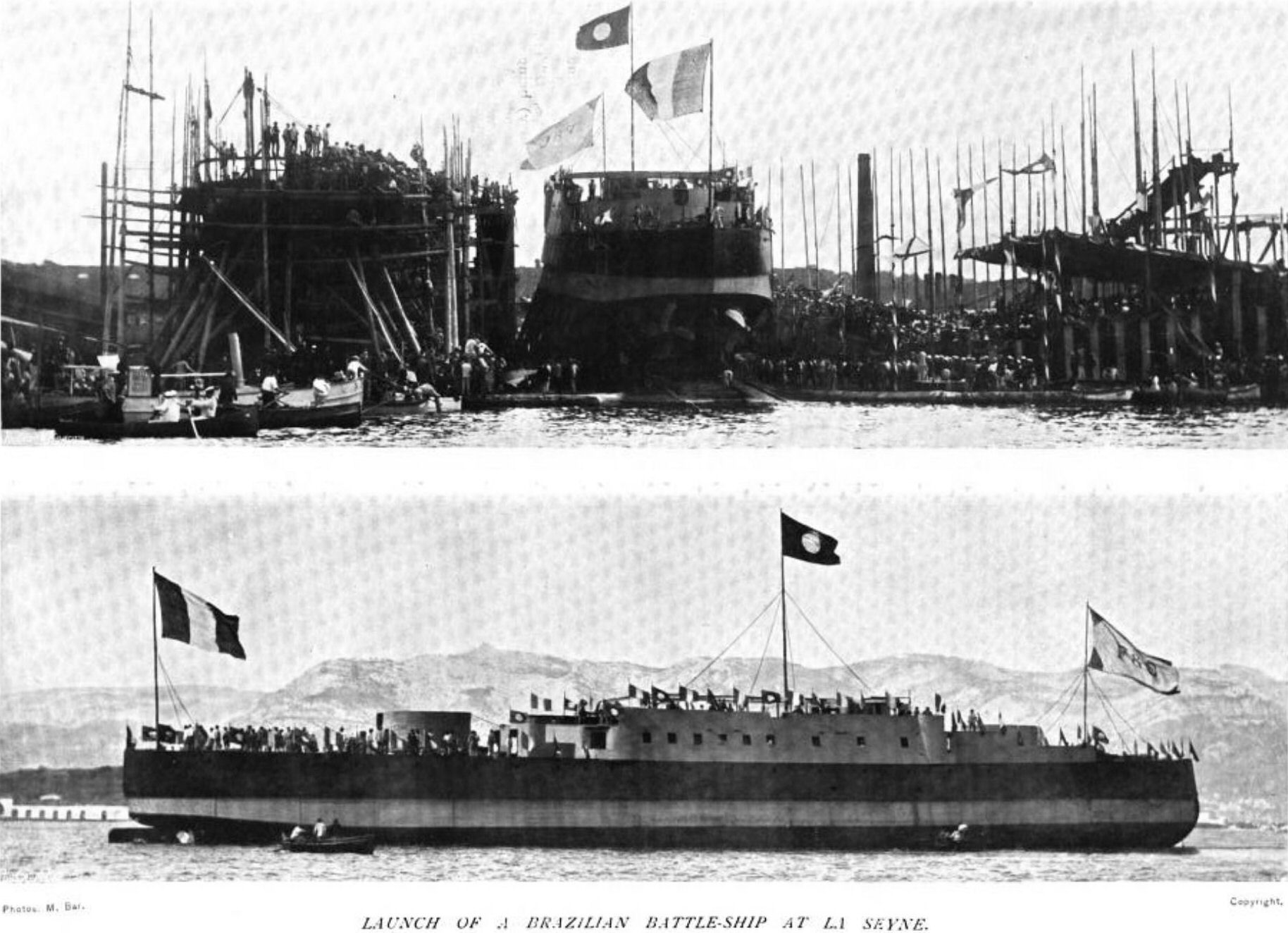
Wodowanie

Stępkę pod budowę pierwszego okrętu położono w 1896 roku. Pierwotnie miał nosić nazwę „Ypiranga”, zmienioną 12 grudnia 1896 roku na „Marechal Deodoro” (marszałek Deodoro, na cześć pierwszego prezydenta republikańskiej Brazylii). Okręt został formalnie zamówiony 30 grudnia 1896 roku. Uroczyste wodowanie miało miejsce 18 czerwca 1898 roku. Matką chrzestną podczas wodowania była panna Jouve, córka konsula Brazylii w Tulonie. Nazwę okrętu następnie skrócono ostatecznie do „Deodoro”. 2 sierpnia 1899 roku rozpoczęto odbiorcze próby maszyn, a 26 sierpnia artylerii. Okręt został odebrany pod koniec roku i wypłynął do Brazylii 13 grudnia 1899 roku.

## Opis

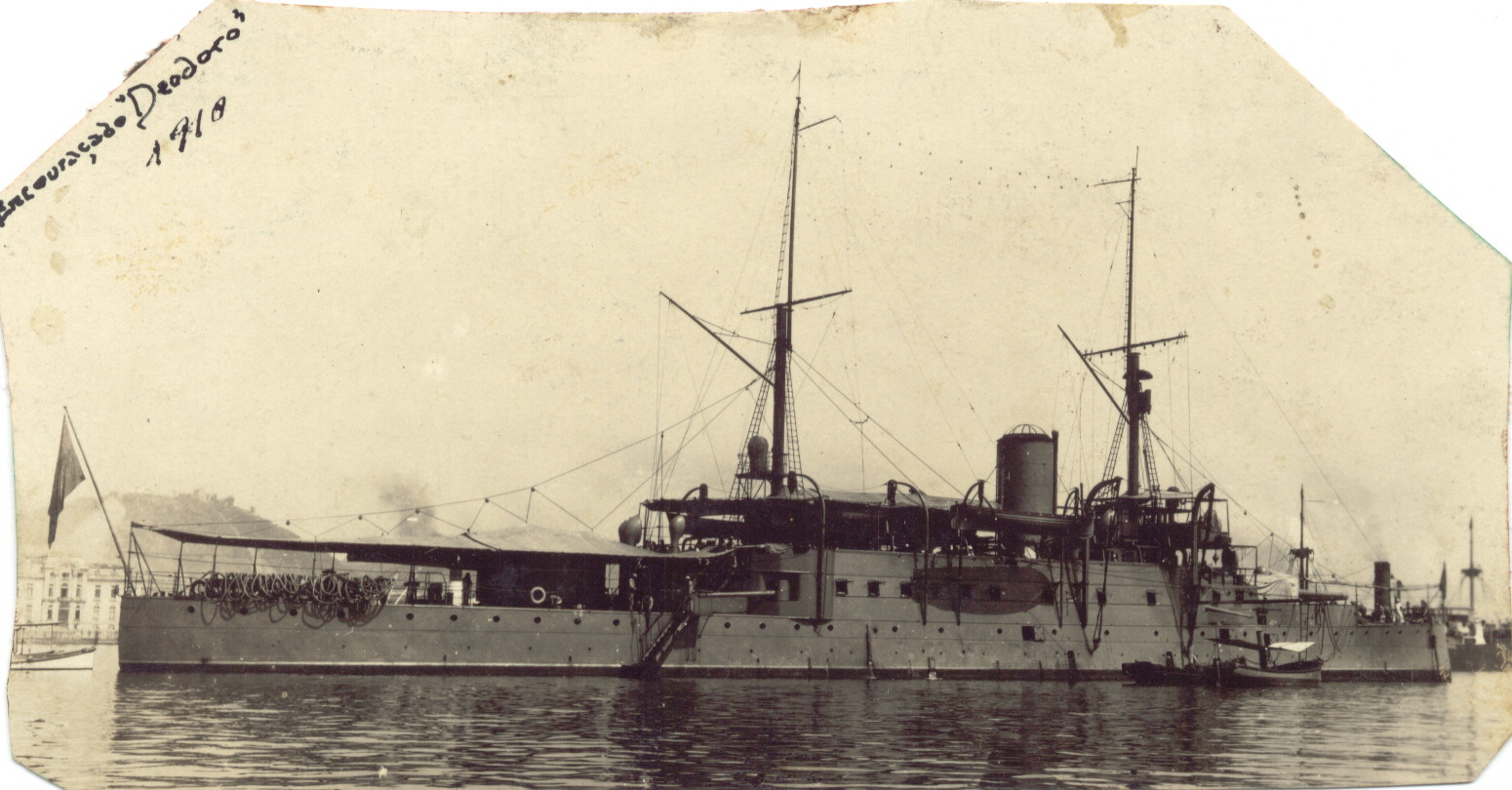
„Deodoro” od rufy

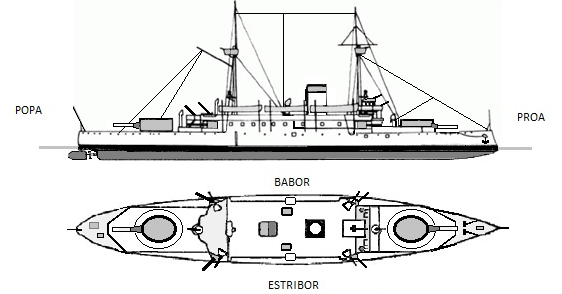
Szkic pancernika

Kadłub był stalowy, podzielony grodziami na 17 głównych poprzecznych przedziałów wodoszczelnych. Pewną ochronę przeciw przebiciom w części podwodnej zapewniały koferdamy wzdłuż burt wewnątrz kadłuba. Kadłub miał dno podwójne, wykorzystywane jako zbiorniki wody kotłowej i balastowe.
Wyporność normalna wynosiła 3162 tony angielskie, a pełna 3350 ton. Długość całkowita wynosiła 83,6 m, a między pionami 81,5 m. Szerokość wynosiła 14,4 m, a największe zanurzenie na rufie 4,4 m.

### Uzbrojenie
Uzbrojenie główne składało się z dwóch armat kalibru 240 mm, umieszczonych w wieżach na dziobie i rufie. Istnieją jednak rozbieżności w publikacjach w zakresie modelu dział zastosowanych na okrętach: Schneidera o długości lufy L/40 (40 kalibrów), Armstronga Pattern D L/40, albo Armstronga L/45. Działa Armstronga L/40 strzelały pociskami o masie 160 kg.
Artylerię średnią stanowiły cztery działa szybkostrzelne kalibru 120 mm umieszczone w kazamatach w narożnikach nadbudówki. Początkowo były to armaty Schneidera o długości lufy L/50, wkrótce po wejściu do służby wymienione na brytyjskie Armstronga o tej samej długości lufy. Uzupełniało je sześć szybkostrzelnych dział kalibru 57 mm Nordenfelta, ustawionych na pokładzie nadbudówki z tarczami ochronnymi. Rocznik floty z 1937 roku wskazywał już tylko cztery takie działa. Lekkie uzbrojenie tworzyły dwa działa kalibru 37 mm Vickers na marsach bojowych i dwa karabiny maszynowe Hotchkiss kalibru 7 mm.
Okręty miały dwie podwodne wyrzutnie torped kalibru 450 mm z zapasem sześciu torped. Wyrzutnie torped zdemontowano w 1917 roku.

### Opancerzenie
Opancerzenie burt stanowił pas pancerny ze stali niklowej Harveya o grubości do 350 mm na śródokręciu, zmniejszającej się do 105 mm na dziobie i rufie. Na dolnej krawędzi grubość pasa zmniejszała się do 150 mm. Pas miał wysokość 1,7 m i sięgał na 1 m poniżej konstrukcyjnej linii wodnej.   Oparty był na drewnianej podkładce grubości 100-120 mm. Pokład pancerny ze skosami bocznymi miał grubość 45 mm, z dwóch warstw.
Wieże artylerii głównej miały pancerz do 200 mm. Kazamaty artylerii średniej były chronione przez pancerz grubości 52 mm i dwie warstwy stali konstrukcyjnej, łącznie grubości 76 mm. Ponadto stanowisko dowodzenia było chronione pancerzem 125 mm.

### Napęd
Napęd stanowiły dwie pionowe maszyny parowe potrójnego rozprężania, rozwijające moc indykowaną 3400 hp. Napędzały dwie czteropłatowe śruby o średnicy 320 cm. Były zasilane w parę przez osiem kotłów wodnorurkowych firmy Lagrafel d′Allest, rozdzielonych na cztery grupy po dwa kotły. W 1915 roku zostały one wymienione na cztery kotły systemu Babcock & Wilcox. Zapas paliwa wynosił 240 ton węgla. W Meksyku kotły zostały dostosowane do paliwa płynnego, którego zapas zwiększono do 440 ton. 
Prędkość kontraktowa wynosiła 14 węzłów. Prędkość maksymalna na próbach odbiorczych wyniosła 14,952 węzłów przy wyporności 3082 t. Według monografii, spotykane informacje o prędkości 15 węzłów nie mają potwierdzenia w źródłach brazylijskich (ewentualnie może była ona osiągana po wymianie kotłów). Zasięg wynosił pierwotnie 1440 mil morskich przy prędkości 7,5 w.

## Służba

### Marynarka Brazylii
Pierwszym dowódcą „Deodoro” został komandor por. João Batista das Neves. Okręt przypłynął z Francji do Rio de Janeiro w Brazylii 18 lutego 1900 roku, zmagając się po drodze ze sztormową pogodą, którą zniósł dobrze. 24 lutego był wizytowany przez prezydenta Brazylii. W listopadzie 1904 roku artyleria pancernika posłużyła do stłumienia buntu w szkole wojskowej w Praia Vermelha; jego dowódcą był wówczas kmdr Francisco Marques Pereira e Souza. W styczniu 1908 roku wraz z okrętem bliźniaczym „Floriano” reprezentował marynarkę brazylijską podczas wizyty w Rio de Janeiro amerykańskiej Wielkiej Białej Floty.
22 listopada 1910 roku wieczorem „Deodoro” dołączył do okrętów w Rio de Janeiro pod przewodnictwem pancernika „Minas Geraes”, których marynarze zbuntowali się przeciw złemu traktowaniu i stosowaniu kar cielesnych, mającemu głównie podłoże rasowe. Okręty ostrzeliwały incydentalnie brzeg, a bunt zakończył się częściowym uwzględnieniem postulatów i ogłoszeniem abolicji wobec buntowników 25 listopada. Okręt brał udział w manewrach floty, między innymi w największych manewrach brazylijskich 28 września – 5 października 1913 roku oraz kolejnych w styczniu – lutym 1914 roku. Wraz z bliźniaczym „Floriano” tworzył 2. Eskadrę floty (2a Divisão Naval).
Podczas I wojny światowej, od 1916 roku „Deodoro” był okrętem flagowym Floty Północnej (Força Naval de Norte), ochraniającej ujście Amazonki.
W kwietniu 1924 roku „Deodoro” został sprzedany Meksykowi za 8 miliardów reali, co umożliwiło zamówienie we Włoszech okrętu podwodnego „Humaitá”. 19 kwietnia 1924 roku został wycofany ze służby brazylijskiej.

### Marynarka Meksyku

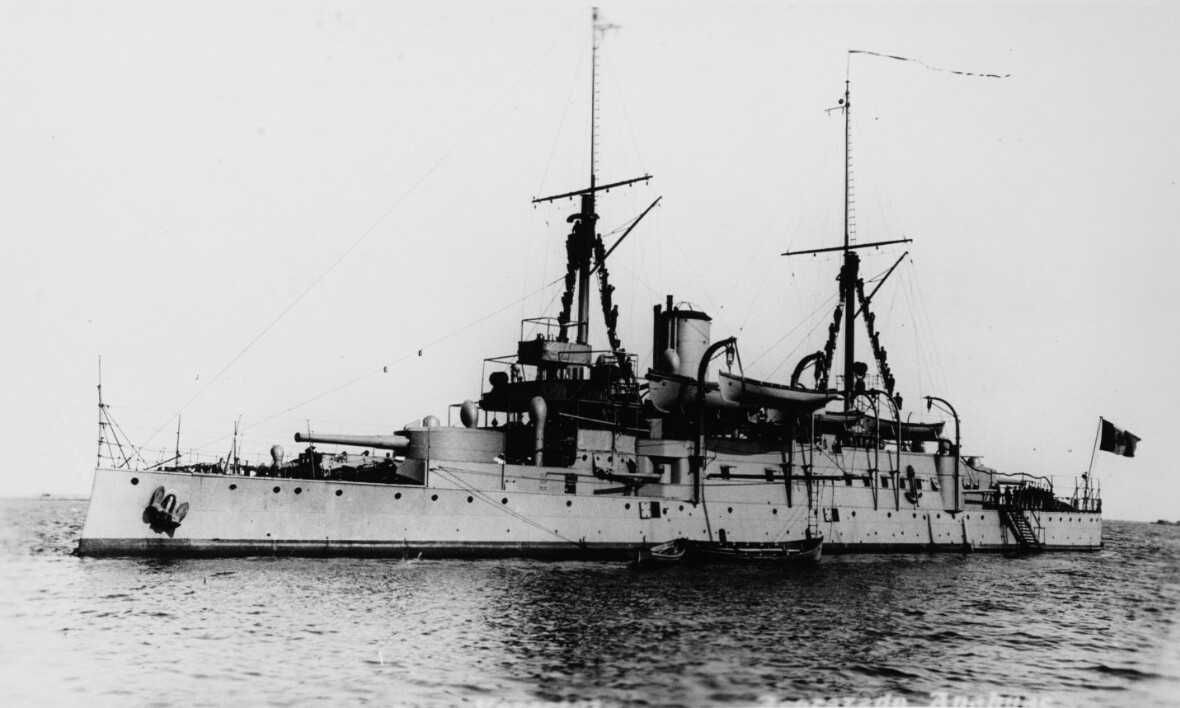
Pod banderą meksykańską w latach 20. jako „Anáhuac”

16 kwietnia 1924 roku pancernik został objęty przez meksykańską załogę, a 29 kwietnia podniesiono na nim banderę meksykańską. Otrzymał nazwę „Anáhuac” od miasta w Teksasie, upamiętniającą starcia z Teksańczykami w 1835 roku. Po dokowaniu w Rio de Janeiro, okręt dopłynął do swojej bazy w Veracruz w Meksyku 15 lipca 1924 roku.
„Anáhuac” był największą jednostką marynarki Meksyku i jedyną większą od kanonierek. Klasyfikowany był jako krążownik (hiszp. crucero). Służył jako jednostka szkolna. Jego kotły przystosowano do opalania paliwem płynnym. Został wycofany ze służby w 1938 roku, po czym złomowany w 1940 roku.
„Anáhuac” pozostał największym pod względem wyporności okrętem bojowym w historii marynarki Meksyku aż do przejęcia niszczycieli typu Gearing w 1982 roku.